# Sidventilsmotor

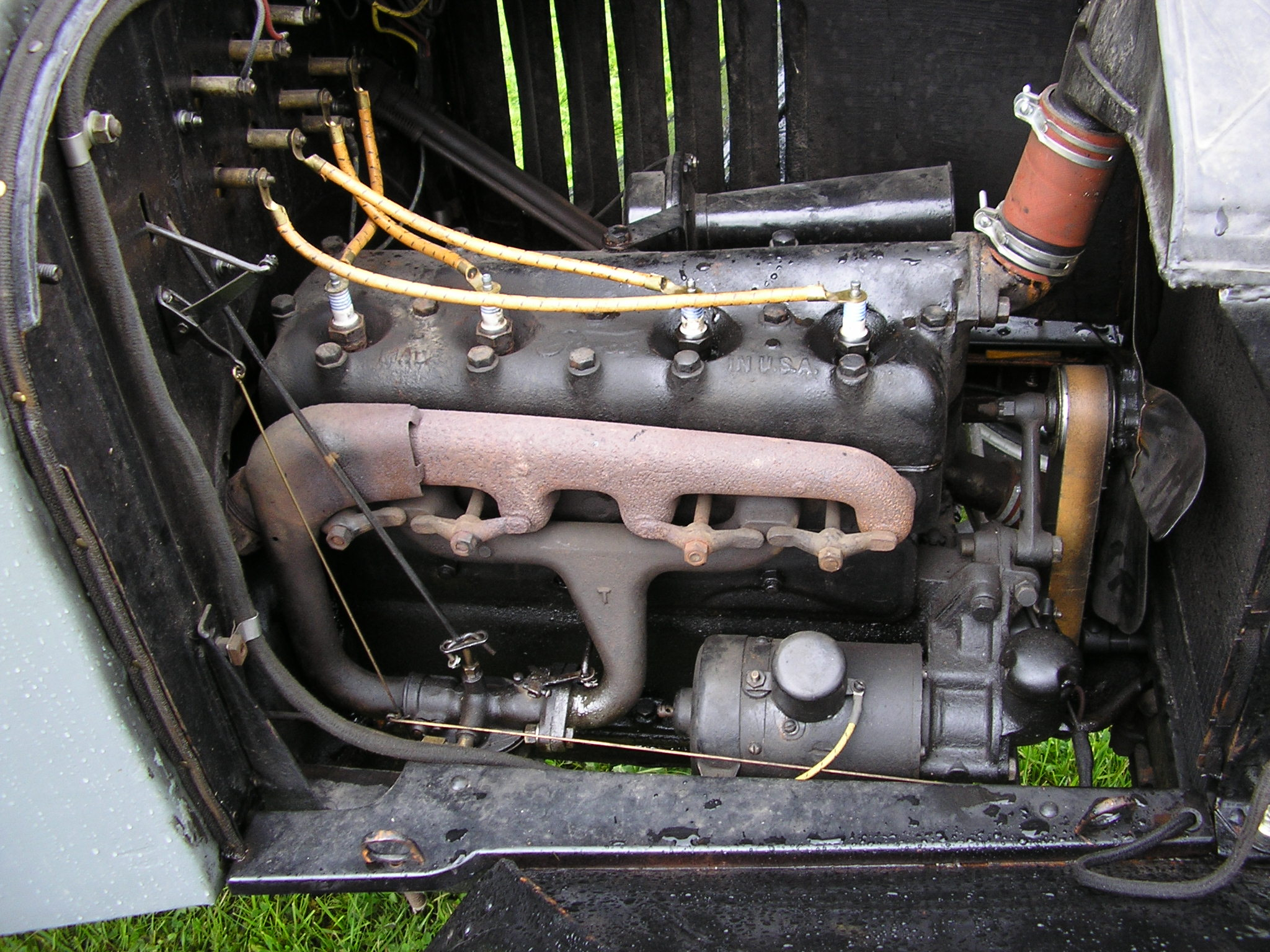
Sidventilsmotor i T-ford

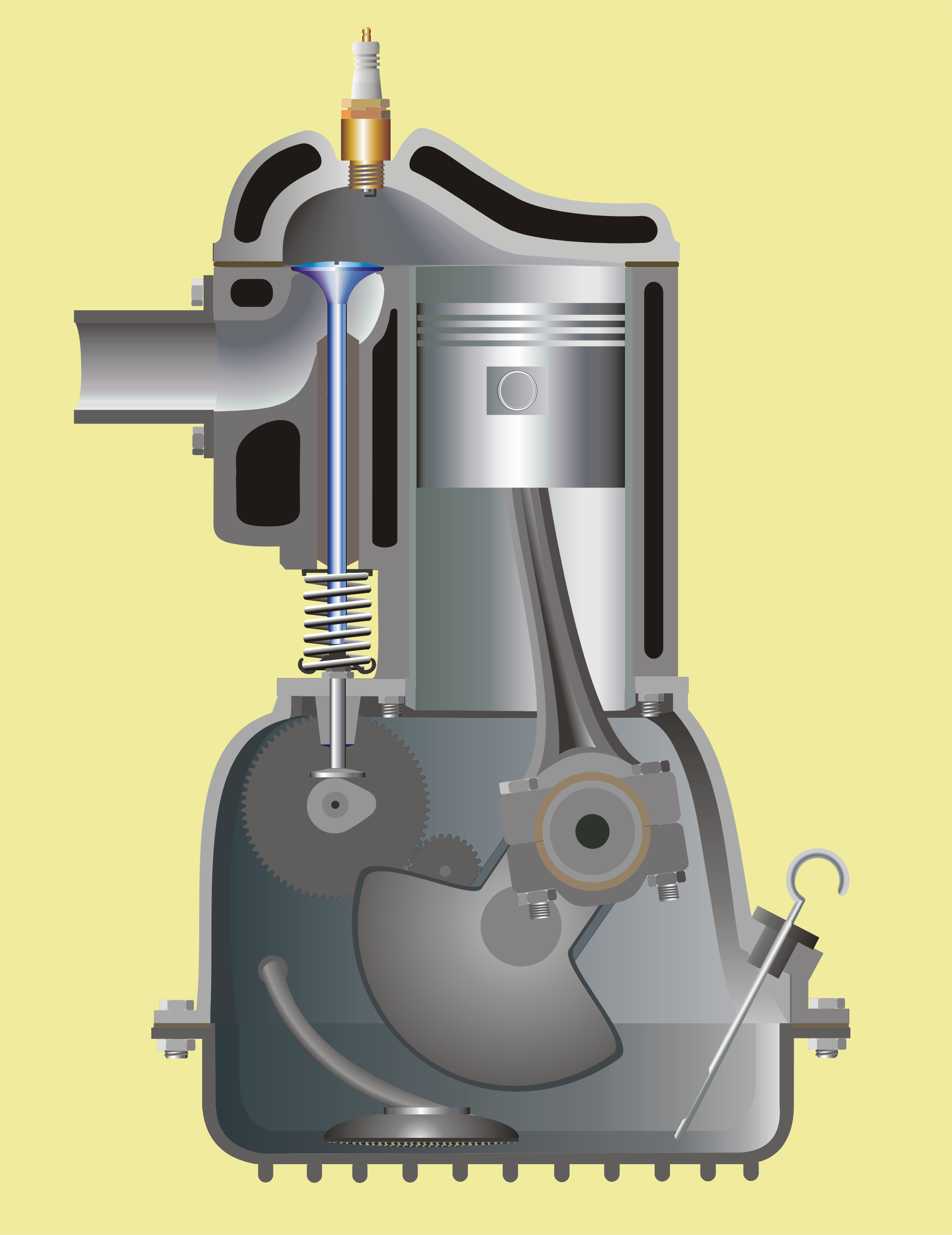
Sidventilsmotor med L-topp i genomskärning

Sidventilsmotor är en typ av ottomotor med kamaxel och ventiler placerade i motorblocket.
Sidventilsystem fanns framförallt i bilar fram till 1950-talet då det började ersättas mer och mer av toppventilsmotorer. Sidventilsystemets största nackdel är att bränsle-luftblandningen måste strömma i en skarp vinkel och därmed hindras motorn från att kunna leverera hög effekt i förhållande till cylindervolymen.

## T-topp
Tidiga sidventilsmotorer hade ofta insugs- respektive avgasventiler placerade på varsin sida av motorblocket. Detta kallas T-topp och kräver en kamaxel på vardera sidan av blocket för att styra ventilerna. Redan före 1910 hade de flesta T-toppar ersatts av den enklare och billigare L-toppen.

## L-topp
En sidventilsmotor med L-topp har alla ventiler placerade på rad på samma sida av motorblocket. På så sätt kan alla ventiler styras av samma kamaxel och motorn blir enklare och billigare att tillverka.